# Jython
Jython — реализация языка Python для выполнения программ на платформе Java. Первоначальное имя проекта — JPython, которое пришлось поменять из-за конфликта с одноимённым проектом (имя было занято на хостинге sourceforge.net). Является одновременно и компилятором, и интерпретатором.
Программы, выполняющиеся в среде Jython, могут одновременно использовать классы языков Java и Python, используя, например, классы стандартной библиотеки Swing.

## Разработка web-апплетов
На Java нередко разрабатывались апплеты для браузеров. В настоящий момент апплеты в Jython более не включены. Компилятор был удалён из пакета Jython 2.5.0 с целью внедрения новой технологии, которая лучше реализовывала создание апплетов.
Начиная с середины 2010х годов Java-апплеты более неактуальны, как технология, тег <applet> исключён из HTML5. Поддержка апплетов исключена из Java, начиная с версии 11.